# Leonid Bogdanov
Leonid Bogdanov, né le 23 juin 1927 et mort le 12 mai 2021, est un escrimeur soviétique. Il participe aux Jeux olympiques d'été de 1956 dans l'épreuve du sabre par équipe et remporte la médaille de bronze.

## Palmarès
- Jeux olympiques
  -  Médaille de bronze aux Jeux olympiques d'été de 1956 à Melbourne